# Vabank (zespół muzyczny)
Vabank – grupa muzyczna nurtu polskiej muzyki tanecznej (disco polo).

## Historia zespołu
Powstała we wrześniu 1994 w Białymstoku. Założyli ją Krzysztof Chiliński, Jerzy Szymczyk i Edward Owczarczuk. Zespół występował m.in. w Sali Kongresowej w Warszawie, katowickim Spodku i Amfiteatrze w Opolu, a także na antenie telewizji Polsat w programie muzycznym „Disco Relax”. W 1997 jeden ze współzałożycieli zespołu, Krzysztof Chiliński wszedł w skład zespołu Kozacy FM. W 2009 zespół został reaktywowany z głównym wokalistą Krzysztofem Chilińskim i nowymi członkami zespołu pod nową nazwą zespołu Wabank. 10 grudnia 2024 zmarł jeden ze współzałożycieli zespołu, Edward Owczaruk. 1 marca 2025 zmarł drugi ze współzałożycieli zespołu, Jerzy Szymczyk.

## Dyskografia
- Nastolatka (1995)[7]
- Dałaś mi wiarę (1996)[8]
- Disco Lady (1997)[9]
- Dałaś mi wiarę (2009)[3][10]

## Najpopularniejsze przeboje grupy Vabank
- Nastolatka
- Słodka Ania
- Dałaś mi wiarę
- Małolata
- Nie odchodź
- Kino